# Міллінгаген-Ебеліц
Міллінгаген-Ебеліц (нім. Millienhagen-Oebelitz) — громада в Німеччині, розташована в землі Мекленбург-Передня Померанія. Входить до складу району Передня Померанія-Рюген. Складова частина об'єднання громад Францбург-Ріхтенберг.
Площа — 25,49 км2. Населення становить 325 ос. (станом на 31 грудня 2020).